# Moreland (Idaho)
Moreland es un lugar designado por el censo (en inglés, census-designated place, CDP) situado en el condado de Bingham, Idaho, Estados Unidos. Según el censo de 2020, tiene una población de 1264 habitantes.

## Geografía
La localidad está ubicada en las coordenadas 43°13′10″N 112°26′16″O / 43.21944, -112.43778. Según la Oficina del Censo, tiene una superficie de 6.31 km², correspondientes en su totalidad a tierra firme.

## Demografía
Según el censo de 2020, hay 1264 personas residiendo en la localidad. La densidad de población es de 200 hab./km². El 75.79% de los habitantes son blancos, el 0.32% son afroamericanos, el 1.66% son amerindios, el 0.47% son asiáticos, el 12.10% son de otras razas y el 9.65% son de una mezcla de razas. Del total de la población, el 22.94% son hispanos o latinos de cualquier raza.